# Boryszew (przedsiębiorstwo)

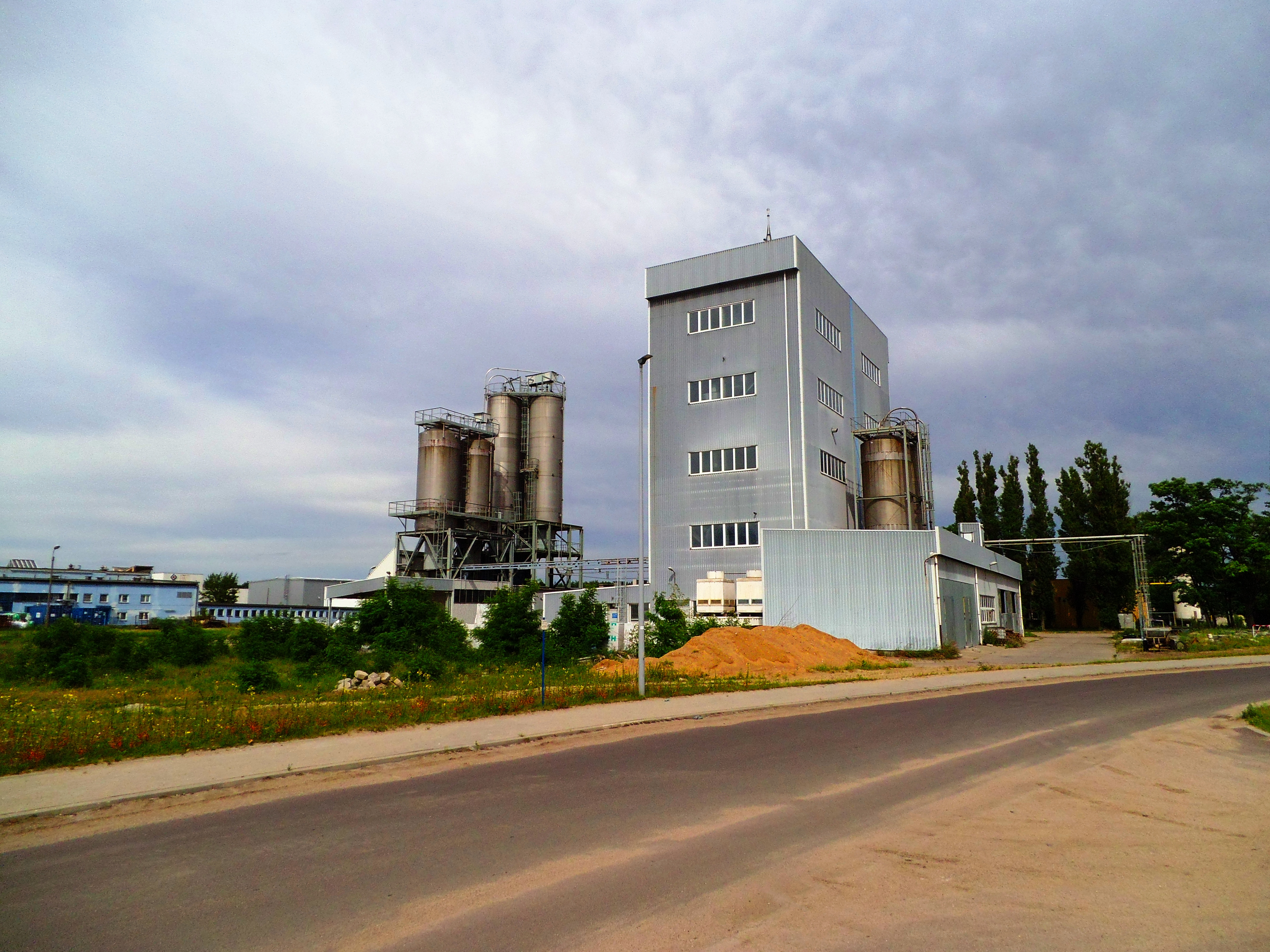
Elana Pet w Toruniu

Boryszew SA – spółka akcyjna notowana na Giełdzie Papierów Wartościowych w Warszawie.
Spółka jest notowana w ramach indeksu WIG30 w Warszawie. Przedsiębiorstwa wchodzące w skład grupy kapitałowej Boryszew zajmują się produkcją komponentów dla sektora motoryzacyjnego, materiałów chemicznych (m.in. płyn chłodniczy Borygo, płyn odkażający ERG CleanSkin), tlenków metali oraz elementów metalowych. Zatrudnia niemal 12 tys. pracowników w blisko 40 zakładach produkcyjnych zlokalizowanych w 14 krajach na 4 kontynentach.
Siedziba przedsiębiorstwa znajduje się w Warszawie. Jego głównym akcjonariuszem jest Roman Karkosik.

## Obszary działalności

### Motoryzacja
Zakłady Boryszew produkują elementy z tworzyw sztucznych (schowki, kokpity, klamki, osłony silnika itp.), a także przewody do transportu płynów w układach hamulcowych i klimatyzacyjnych. Do największych podmiotów Segmentu Motoryzacyjnego Boryszewa należą Maflow i Boryszew Automotive Plastics (BAP).

### Metale
Boryszew jest producentem metali nieżelaznych. Specjalizuje się w przetwórstwie aluminium, stali, miedzi oraz cynku i ołowiu. Wytwarza produkty na potrzeby branży motoryzacyjnej, elektrotechnicznej, budowlanej i opakowaniowej. Do najważniejszych podmiotów Segmentu Metalowego Grupy Boryszew można zaliczyć Nowoczesne Produkty Aluminiowe Skawina, ZM Silesię czy Walcownię Metali „Dziedzice”.

### Stal
W 2019 Boryszew przejął Grupę Kapitałową Alchemia działającą w sektorze niszowych produktów stalowych: rury bez szwu i ze szwem, wyroby kute, kuto-walcowane i walcowane. Podmioty Grupy istnieją ponad 200 lat. Działalność operacyjna Alchemii skupiona jest w czterech oddziałach produkujących rury bez szwu: Walcowni Rur Batory w Chorzowie, Stalowni Batory w Chorzowie, Rurexpolu w Częstochowie i Walcowni Rur Andrzej w Zawadzkiem oraz w trzech spółkach zależnych: Huta Bankowa, Kuźnia Batory oraz Laboratoria Badań Batory.
W 2024 Walcownia Rur Andrzej została zamknięta.

### Chemia
Boryszew produkuje płyny do odladzania samolotów, płyny odkażające, włókna poliestrowe, płatki PET, a także poliamidy i produkty pozoracji pola walki wykorzystywane m.in. do efektów specjalnych w materiałach filmowych. Najbardziej znany i najczęściej kupowany w Polsce płyn do chłodnic BORYGO powstaje w zakładzie w Sochaczewie. W ramach segmentu chemicznego w Boryszewie działają m.in. Elana, Elana Pet i Boryszew ERG.

## Historia
Historia przedsiębiorstwa sięga roku 1911, gdy na terenie Boryszewa, obecnej dzielnicy Sochaczewa powstał zakład produkcji sztucznego jedwabiu. Przed II wojną światową przedsiębiorstwo zajmowało się produkcją prochu strzelniczego, materiałów farmaceutycznych, kosmetyków oraz cementów dentystycznych.
W okresie PRL przedsiębiorstwo zajmowało się produkcją materiałów dentystycznych i farmaceutycznych, płynów chłodniczych oraz hamulcowych, w późniejszym okresie także tworzyw sztucznych.
W roku 1992 przedsiębiorstwo zostało całkowicie sprywatyzowane. Od maja 1996 spółka jest notowana na Giełdzie Papierów Wartościowych w Warszawie, od marca do września 2006 w ramach indeksu WIG20.
Od roku 2000 przedsiębiorstwo kontrolowane jest przez Romana Karkosika.
W 2010 spółka rozpoczęła ekspansję poza granicami Polski przejmując aktywa włoskiej Grupy Maflow (we Włoszech, Polsce, Francji, Hiszpanii, Brazylii i Chinach). W 2011 przejęła niemieckie spółki Theysohn, AKT i Wedo.
W marcu 2012 roku spółka podpisała umowę nabycia aktywów niemieckiejgrupy YMOS, producenta elementów plastikowych, galwanizowanych i chromowanych dla sektora automotive. W roku 2014 otworzono fabrykę w Rosji, w 2016 roku w Meksyku, a w 2017 roku w niemieckim Prenzlau.
W 2019 nastąpiło przejęcie Grupy Alchemia S.A. i rozpoczęcie segmentu stalowego.